# 21º Corpo d'armata (Ucraina)
Il 21º Corpo d'armata (in ucraino 21-й армійський корпус?, 21-j armijs'kyj korpus, unità militare A5160) è un corpo d'armata delle Forze terrestri ucraine con base a Pryluky.

## Storia
Il corpo è stato costituito nella primavera del 2025 in seguito alla riforma delle Forze armate ucraine che prevede la transizione verso una struttura basata proprio sui comandi intermedi di corpo d'armata invece che sui gruppi tattici e operativi. Il 20 maggio la sua creazione è stata annunciata pubblicamente, e l'unità ha ricevuto il proprio stemma ufficiale. Inizialmente il 21º Corpo d'armata faceva parte delle Forze di difesa territoriale, diventando il primo corpo direttamente alle dipendenze di questo ramo delle Forze armate; tuttavia a luglio è stato trasferito alle Forze terrestri ucraine. Fra fine luglio e inizio agosto è stato reso noto che la 93ª, la 155ª e la 159ª Brigata meccanizzata sono state assegnate al corpo.

## Struttura
- Comando di corpo d'armata[7]
- 4ª Brigata meccanizzata pesante "Atamano Ivan Vyhovs'kyj" (unità militare А7015)
- 93ª Brigata meccanizzata "Cholodnyj Jar" (unità militare A1302)
- 155ª Brigata meccanizzata "Anna di Kiev" (unità militare A5001)
- 159ª Brigata meccanizzata (unità militare A5000)
- 531º Battaglione sicurezza e servizio

## Comandanti
- Colonnello Valerij Kurač (giugno 2025 - in carica)[8]